# Neuseeländische Cricket-Nationalmannschaft in England in der Saison 1958
Die Tour der neuseeländischen Cricket-Nationalmannschaft nach England in der Saison 1958 fand vom 5. Juni bis zum 26. August 1958 statt. Die internationale Cricket-Tour war Bestandteil der Internationalen Cricket-Saison 1958 und umfasste fünf Tests. England gewann die Serie 4–0.

## Vorgeschichte
Für beide Mannschaften war es die erste Tour der Saison.
Das letzte Aufeinandertreffen der beiden Mannschaften bei einer Tour fand in der Saison 1954/55 in Neuseeland statt.

## Stadien
Die folgenden Stadien wurden für die Tour als Austragungsort vorgesehen.
| Stadion                     | Stadt      | Kapazität | Spiele  |
| --------------------------- | ---------- | --------- | ------- |
| Edgbaston Cricket Ground    | Birmingham | 24.803    | 1. Test |
| Headingley Stadium          | Leeds      | 17.000    | 3. Test |
| The Oval                    | London     | 23.500    | 5. Test |
| Lord’s Cricket Ground       | London     | 30.000    | 2. Test |
| Old Trafford Cricket Ground | Manchester | 19.000    | 4. Test |

## Kaderlisten
Die Mannschaften benannten die folgenden Kader.
| Test | Test |
| England | Neuseeland |
| --- | --- |
| - Peter May (K) - Trevor Bailey - Colin Cowdrey - Ted Dexter - Godfrey Evans (wk) - Tom Graveney - Ray Illingworth - Jim Laker - Peter Loader - Tony Lock - Arthur Milton - Peter Richardson - Mike Smith - Brian Statham - Raman Subba Row - Fred Trueman - Willie Watson | - John Reid (K) - Jack Alabaster - Bob Blair - Harry Cave - John D’Arcy - Noel Harford - Johnny Hayes - Tony MacGibbon - Trevor Meale - Lawrie Miller - Alex Moir - Eric Petrie (wk) - Bill Playle - John Sparling - Bert Sutcliffe |

## Tests

### Erster Test in Birmingham
| 5. – 9. Juni Scorecard | Birmingham | England 221 (75.5) & 215-6d (96.2) | – | Neuseeland 94 (69.3) & 137 (77.3) |
|                        |            | England gewinnt mit 205 Runs       |   |                                   |

England gewann den Münzwurf und entschied sich als Schlagmannschaft zu beginnen.

### Zweiter Test in London
| 19. – 21. Juni Scorecard | London (Lord’s) | England 269 (123.4)                            | – | Neuseeland 47 (32.3) & 74 (50.3) (f/o) |
|                          |                 | England gewinnt mit einem Innings und 148 Runs |   |                                        |

England gewann den Münzwurf und entschied sich als Schlagmannschaft zu beginnen.

### Dritter Test in Leeds
| 3. – 8. Juli Scorecard | Leeds | Neuseeland 67 (59.1) & 129 (101.2)            | – | England 267-2d (102) |
|                        |       | England gewinnt mit einem Innings und 71 Runs |   |                      |

Neuseeland gewann den Münzwurf und entschied sich als Schlagmannschaft zu beginnen.

### Vierter Test in Manchester
| 24. – 29. Juli Scorecard | Manchester | Neuseeland 267 (128.5) & 85 (52)              | – | England 365-9d (129.3) |
|                          |            | England gewinnt mit einem Innings und 13 Runs |   |                        |

Neuseeland gewann den Münzwurf und entschied sich als Schlagmannschaft zu beginnen.

### Fünfter Test in London
| 21. – 26. August Scorecard | London (Oval) | Neuseeland 161 (75) & 91-3 (55) | – | England 219 (68.5) |
|                            |               | Remis                           |   |                    |

Neuseeland gewann den Münzwurf und entschied sich als Schlagmannschaft zu beginnen.